# Колос Нерона
41°53′28″ пн. ш. 12°29′29″ сх. д. / 41.891111° пн. ш. 12.491389° сх. д.
Колос Нерона (лат. Colossus Neronis) — бронзова статуя, яку імператор Нерон (37–68 рр. н. е.) встановив у вестибюлі свого Domus Aurea, імператорського комплексу вілл, що охоплював велику площу з північної сторони Палатинського пагорба через Велійський хребет до пагорба Есквілін. Колос був модифікований наступниками Нерона в статую бога сонця Соля.
Остання згадка про Колоса є в рукописі кінця IV століття нашої ери. Статуя зникла десь пізніше, імовірно, була повалена землетрусом або зруйнована під час розграбування Риму. Єдиними залишками статуї є деякі бетонні блоки, які служили за основу її мармурового постаменту.

## Історія
Статуя була розміщена біля головного входу в палац на кінці вулиці Віа Аппіа у великому атріумі портиків, що розділяв місто від приватної вілли. Грецький архітектор Зенодор спроектував статую і розпочав будівництво між 64 і 68 рр. Н. Е. За словами Плінія Старшого, статуя сягнула 106,5 римських футів (30,3 метра (99 фут) в висоту
Після смерті Нерона в 68 р. н. е. імператор Веспасіан додав сонячну корону та перейменував її в Колос Соліс, на честь римського бога сонця Соль . Близько 128 року імператор Адріан наказав перенести статую на північний захід від Колізею (Amphitheatrum Flavianum), щоб створити простір для храму Венери та Роми . Його переніс архітектор Декріан із використанням 24 слонів.
Остання давня згадка про статую — це посилання в хронографії 354 року. Сьогодні від Колоса Нерона не залишилось нічого, крім основ п'єдесталу, що знаходиться в його другому місці біля Колізею. Можливо, він був зруйнований під час розграбування Риму в 410 р., Або повалений під час одного із серії землетрусів V століття, і його метал був очищений. Однак також можливо, що статуя все ще стояла в середні віки, тому що вірш Беди (бл. 672—735) говорить: Поки стоїть Колос, Рим буде стояти, коли впаде Колос, Рим також буде падіння, коли падає Рим, падає і світ.
Залишки цегляного п'єдесталу, колись покритого мармуром, вилучені в 1936 році за наказом Беніто Муссоліні. Фундаменти були розкопані в 1986 році.

## Галерея

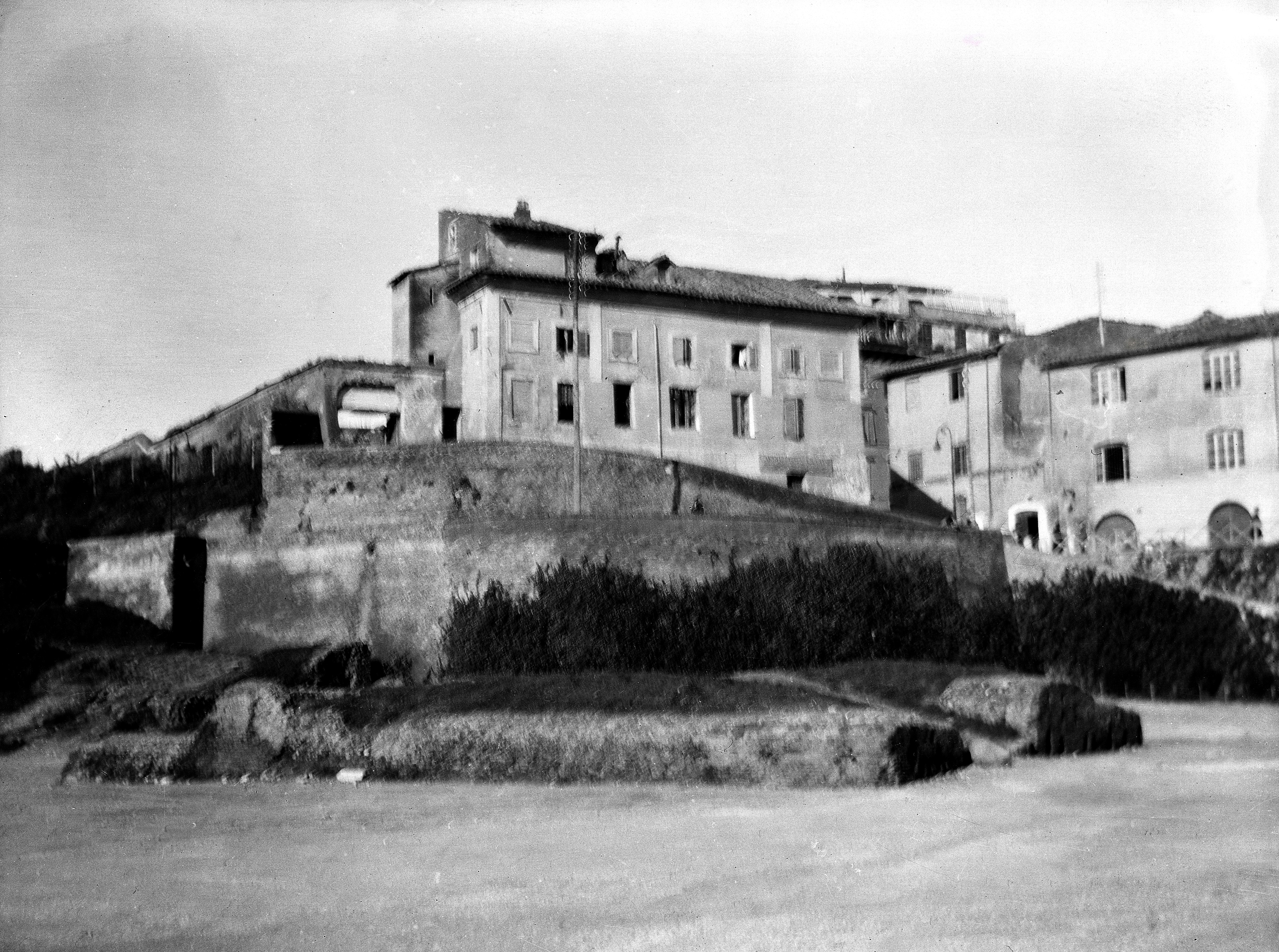
База Колоса Нерона біля Колізею до його видалення
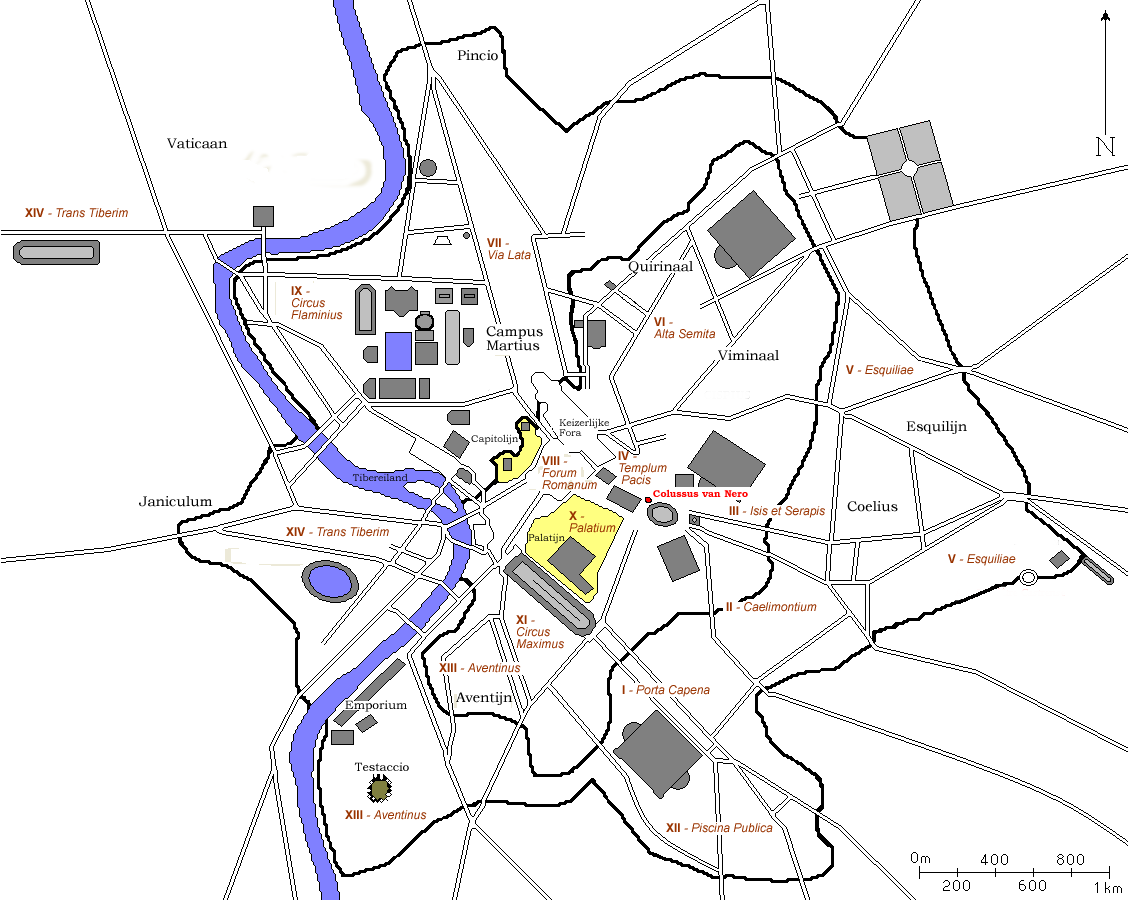
Розташування Колоса на карті Риму
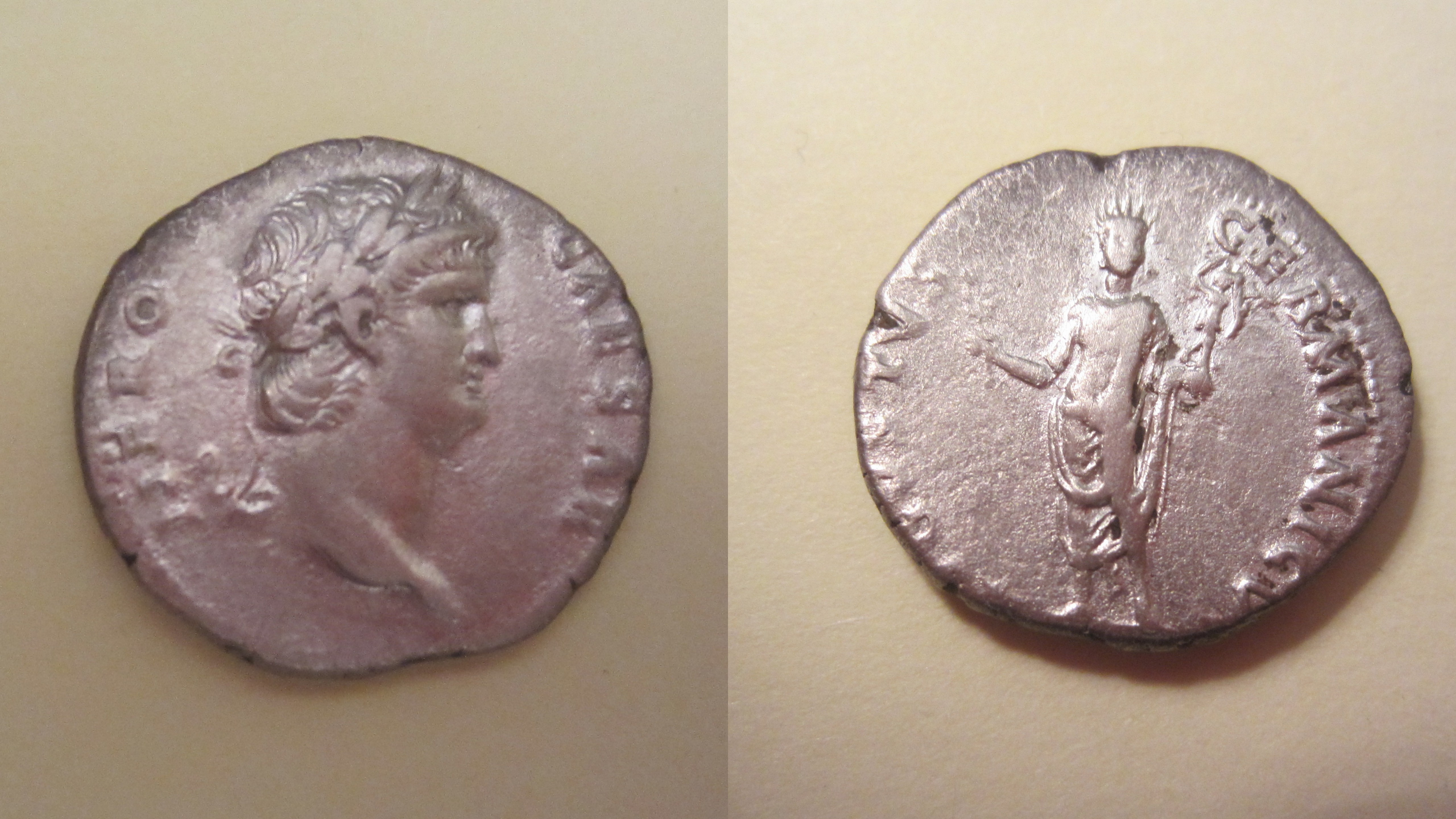
Монета імператора Нерона, що показує Колоса
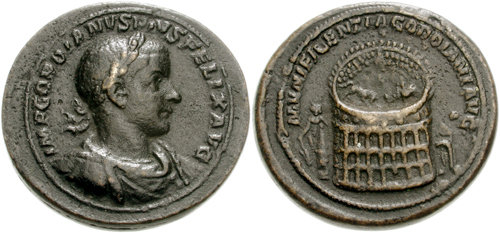
Медальйон Гордіана III, що показує MVNIFICENTIA GORDIANI AVG, бика, змагається зі слоном у межах Колізею, видно зверху; Колос Неронський і Метасуданський